# Vol 93
Pour les autres significations, voir Vol 93 United Airlines.
Pour plus de détails, voir Fiche technique et Distribution.
Vol 93 ou United Vol 93 au Québec (United 93) est un film franco-britanno-américain écrit, co-produit, réalisé par Paul Greengrass et sorti en 2006. Il s'agit de l'histoire du vol United Airlines 93, dans le cadre des attentats du 11 septembre 2001.

## Synopsis
Le film s'ouvre sur la ville de New-York, au petit matin du 11 septembre 2001. Dans une suite d'hôtel, quatre jeunes hommes font leur toilette, avant de pratiquer des prières islamiques et de se munir de canifs. Peu après, le petit groupe quitte l'hôtel et prends un taxi en direction de l'aéroport international de Newak-Liberty. 
Sur place, des passagers embarquent à bord du vol 93 United Airlines à destination de San Francisco, dont Tom Burnett, Todd Beamer, Jeremy Glick, Mark Bingham, Lauren Grandcolas, Donald Greene, Nicole Miller, Deora Bodley, et Honor Elizabeth Wainio. Les quatre individus, qui s'avèrent être des terroristes d'al-Qaïda (Ziad Jarrah, Saeed al-Ghamdi, Ahmed al-Nami, et Ahmed al-Haznawi) montent également à bord de cet avion.
Pendant ce temps, le tout nouvellement promu manager des opérations nationales de la Federal Aviation Administration Ben Sliney est en réunion lorsqu'il est informé que le vol American Airlines 11 de Boston vers Los Angeles a été détourné. Les communications radio indiquent aussi qu'un des pirates a lancé le message : « Nous détenons des avions ». Peu après, le biréacteur s'écrase dans la tour Nord du World Trade Center. Sliney et ses collègues sont ensuite informés que le vol United Airlines 175, lui aussi en transit de Boston vers Los Angeles, a également été détourné ; quelques minutes plus tard, les contrôleurs voient avec horreur en direct sur CNN l'avion s'encastrer dans la tour Sud du World Trade Center. Sliney et son équipe comprennent alors qu'ils doivent faire face à de multiples détournements, et demandent aux forces armées de chercher le vol American Airlines 77, disparu et présumé détourné lui-aussi.
Alors que le vol 93 atteint son altitude de croisière, Ahmed al-Nami, impatient, demande à Jarrah pourquoi ils ne s'emparent pas encore de l'avion, mais Jarrah répond qu'il n'est pas encore temps. Haznawi prend alors les devants et s'équipe aux toilettes d'une fausse bombe sur son torse. Peu après, Ghamdi agit en prenant en otage l'hôtesse de l'air Debbie Welsh. Dans la foulée, Haznawi poignarde le passager Mark Rothenberg et révèle à tous sa prétendue bombe, causant la panique  générale parmi les passagers de première classe, qui sont aussitôt refoulés à l'arrière de l'avion par Nami et Haznawi. Pendant ce temps, Jarrah et Ghamdi menacent Debbie et demandent l'accès au poste de pilotage. Malgré les déclarations rassurantes de Jarrah lui affirmant que personne ne sera blessé, Debbie et les pilotes sont poignardés à mort par Ghamdi, ce qui permet à Jarrah de prendre le contrôle de l'avion.
Pendant ce temps, Ben Sliney, averti du détournement, se demande que faire et apprend que le vol 77 vient juste de percuter le Pentagone. Il ordonne alors que tous les avions en vol atterrissent sur l'aéroport le plus proche, ainsi que la fermeture totale de l'espace aérien américain.
À bord du vol 93, Jarrah fait changer de direction l'avion, faisant croire aux passagers qu'ils retournent à l'aéroport ; en fait, l'appareil fait route vers Washington DC avec pour objectif le Capitole. Lorsque l'hôtesse de l'air Sandra Bradshaw aperçoit les corps des deux pilotes tués, elle en informe ses collègues et les passagers ne tardent pas à être mis au courant eux aussi. Plusieurs d'entre eux parviennent également à appeler des proches qui les informent des attaques sur New-York et Washington. Jarrah descend brusquement à faible altitude pour échapper au contrôle radar et les passagers comprennent que la bombe est fausse et que leur avion va être utilisé pour une attaque suicide. Sous l'impulsion de Tom Burnett, ils décident alors de s'organiser pour contrer les terroristes, et espèrent reprendre le contrôle du Boeing grâce au passager Donald Freeman Greene titulaire d'une licence de pilote. Voyant leurs agissements, le duo Nami-Haznawi préviennent le cockpit mais Jarrah informe que 20 minutes de vol les séparent encore de leur cible.
Après s'être armés, avoir prié et appelé leurs proches pour une dernière fois, plusieurs passagers, conduits par Todd Beamer, se ruent sur les terroristes. Mark Bingham parvient à tuer Haznawi en lui fracassant le crâne avec un extincteur. Nami alerte aussitôt Jarrah et Ghamdi enfermés dans le cockpit et le pilote pirate fait balancer l'avion afin de perturber les passagers tout en mettant les gaz à fond pour arriver au plus vite sur leur cible. Nami tente à son tour de bloquer les passagers avec le chariot de nourriture, du spray lacrymogène et un extincteur ; il finit cependant maîtrisé par Jeremy Glick qui lui brise la nuque. Alors que les passagers défoncent la porte du cockpit avec le chariot, et comprenant qu'ils n'atteindront jamais leur cible, Ghamdi ordonne à Jarrah de faire s'écraser l'avion. Les passagers parviennent à briser la porte et bataillent avec les deux pirates restants. Ils réussissent à neutraliser Ghamdi mais peinent à faire de même avec Jarrah et à redresser l'appareil qui, trop bas, finit par se retourner et s'écraser dans un champ.
Le vol 93 s'est écrasé à Shanksville, en Pennsylvanie ; il n'y a aucun survivant.

## Fiche technique
- Titre original : United 93
- Titre français : Vol 93
- Titre québécois : United Vol 93
- Réalisation et scénario : Paul Greengrass
- Musique : John Powell
- Direction artistique : Romek Delmata et Joanna Foley
- Décors : Dominic Watkins
- Costumes : Dinah Collin
- Photographie : Barry Ackroyd
- Montage : Clare Douglas, Richard Pearson et Christopher Rouse
- Production : Tim Bevan, Eric Fellner, Paul Greengrass et Lloyd Levin
- Production déléguée : Liza Chasin, Debra Hayward et Bruce Toll
- Sociétés de production : Studiocanal, Working Title Films et Sidney Kimmel Entertainment
- Sociétés de distribution : Universal Pictures (États-Unis), United International Pictures (Royaume-Uni) et Mars Distribution (France)
- Budget : 15 millions de dollars[réf. nécessaire]
- Pays de production :  États-Unis,  Royaume-Uni,  France
- Langues originales : anglais, arabe
- Format : couleur - 2,35:1 - DTS / Dolby Digital / SDDS - 35 mm
- Genres : drame, catastrophe
- Durée : 105 minutes
- Dates de sortie :
  - États-Unis : 28 avril 2006 (Festival du film de Tribeca) ; 28 avril 2006 (sortie nationale)
  - Suisse romande : 1er juin 2006
  - Royaume-Uni : 2 juin 2006
  - Belgique : 5 juillet 2006
  - France : 12 juillet 2006
- Classification :
  - États-Unis : Restricted (interdit aux moins de 17 ans non accompagnées d'un adulte)
  - Royaume-Uni : Interdit aux moins de 15 ans

## Distribution

### Passagers du Vol 93
- Christian Clemenson (VQ : Jacques Lavallée) : Tom Burnett (en)
- David Alan Basche (VQ : Pierre Auger) : Todd Beamer
- Cheyenne Jackson (VF : Anatole de Bodinat ; VQ : Daniel Roy) : Mark Bingham
- Peter Hermann : Jeremy Glick (en)
- David Rasche (VQ : Hubert Gagnon) : Donald Freeman Greene
- J.J. Johnston (en) (VF : Guillaume Lebon ; VQ : Éric Gaudry) : le capitaine Jason Dahl
- Gary Commock (VQ : Frédéric Paquet) : le premier officier LeRoy Homer (en)
- Trish Gates (VQ : Viviane Pacal) : Sandra Bradshaw, hôtesse de l'air
- Opal Alladin (VF : Josy Bernard) : CeeCee Lyles, hôtesse de l'air
- Polly Adams : (VQ : Johanne Garneau) : Deborah Welsh, hôtesse de l'air
- Starla Benford : Wanda Anita Green, hôtesse de l'air
- Nancy McDoniel : Lorraine Bay, hôtesse de l'air
- Richard Bekins : William Cashman
- Susan Blommaert : Jane Folger
- Ray Charleson : Joseph Deluca
- Liza Colón-Zayas : Waleska Martinez
- Lorna Dallas : Linda Gronlund
- Denny Dillon : Colleen Fraser
- Trieste Kelly Dunn (VF : Bénédicte Bosc) : Deora Bodley
- Kate Jennings Grant (VF : Armelle Gallaud) : Lauren Grandcolas
- Tara Hugo : Kristin Gould
- Marceline Hugot (en) : Georgine Corrigan
- Corey Johnson : Louis Nacke II
- Joe Jamrog : John Talignani
- Masato Kamo: Toshiya Kuge
- Becky London : Jean Peterson
- Peter Marinker : Andrew Garcia
- Jodie Lynne McClintock : Marion Britton
- Libby Morris : Hilda Marcin
- Tom O'Rourke : Donald Peterson
- Simon Poland : Alan Beaven
- Erich Redman (en) (VF : Stéphane Roux) : Christian Adams
- Michael J. Reynolds : Patrick Driscoll
- John Rothman : Edward Felt
- Daniel Sauli : Richard Guadagno
- Rebecca Schull : Patricia Cushing
- Chloe Sirene : Honor Wainio
- Olivia Thirlby : Nicole Miller
- Chip Zien (VF : Sam Salhi) : Mark Rothenberg
- Leigh Zimmerman (en) : Christine Snyder

### Les 4 pirates de l'air
- Khalid Abdalla (VF : Stéphane Roux) : Ziad Jarrah
- Sarmed al-Samarrai (en) : Saeed al-Ghamdi
- Omar Berdouni (en) : Ahmed al-Haznawi
- Jamie Harding (en) (VQ : Hugolin Chevrette-Landesque) : Ahmed al-Nami

### Contrôle aérien et défense aérienne
- Ben Sliney (VF : Michel Dodane ; VQ : Guy Nadon) : lui-même, directeur des opérations du Centre la circulation aérienne
- Michael Bofshever (VF : Régis Lang ; VQ : Jean-Marie Moncelet) : John White
- Gregg Henry (VF : Bruno Dubernat ; VQ : Daniel Picard) : le colonel Robert Marr
- Patrick St. Esprit (VF: Pierre Dourlens, VQ : Jean-Luc Montminy) : le major Kevin Nasypany, commandant
- Shawna Fox (VF : Edwige Lemoine) : elle-même

Sources et légendes : Version française (VF) sur RS Doublage ; Version québécoise (VQ) sur Doublage Québec
- voix additionnelles : Frédérique Cantrel, Maïte Monceau, Stéphane Fourreau, Boris Rehlinger, Patrick Béthune, Daniel Lobé, David Krüger, Lionel Tua, Josiane Pinson

## Production
Le tournage débute le 22 novembre 2005 et se déroule aux Pinewood Studios, ainsi qu'aux aéroports Newark Liberty et Londres Stansted[réf. nécessaire].

## Commentaires

### La reconstitution
(décembre 2024).
- Si vous ne connaissez pas le sujet, laissez ce bandeau (vous pouvez alors contacter les auteurs).
- Si vous supprimez le contenu mis en cause (vous pouvez préalablement contacter les auteurs),

argumentez précisément cette suppression dans la page de discussion
(un manque de référence n'est pas un argument ; une recherche réelle de référence doit avoir été effectuée, être formellement documentée).
La reconstitution du film, faite en temps réel, retrace les 90 minutes pendant lesquelles les passagers ont vu leur avion détourné. Reconstitué à partir des appels transmis aux proches des victimes, Vol 93 se présente plus comme une reconstitution qu'une fiction, bien que certains évènements restent troubles.

### Autour du film
- Le film est réalisé avec l'entière collaboration des familles des victimes.
- Il existe également un téléfilm américain, Flight 93, réalisé la même année par Peter Markle et retraçant lui aussi la chronologie du Vol 93.
- À la demande des producteurs, aucune bande-annonce n'est montrée au public avant le début de l'exploitation commerciale du film.
- La production a fait don d'un pourcentage des recettes du premier week-end d'exploitation au mémorial du Vol 93, situé près de Shanksville, en Pennsylvanie. Le montant de la donation avoisinerait les 1,15 million de dollars.
- Pour que le réalisateur puisse saisir la crainte et l'hostilité entre les deux groupes, les acteurs interprétant les pirates de l'air et ceux interprétant les passagers sont placés dans des hôtels différents, ne prennent pas leurs repas ensemble et n'ont aucune activité commune en dehors du tournage.